# Anna-Leena Härkönen

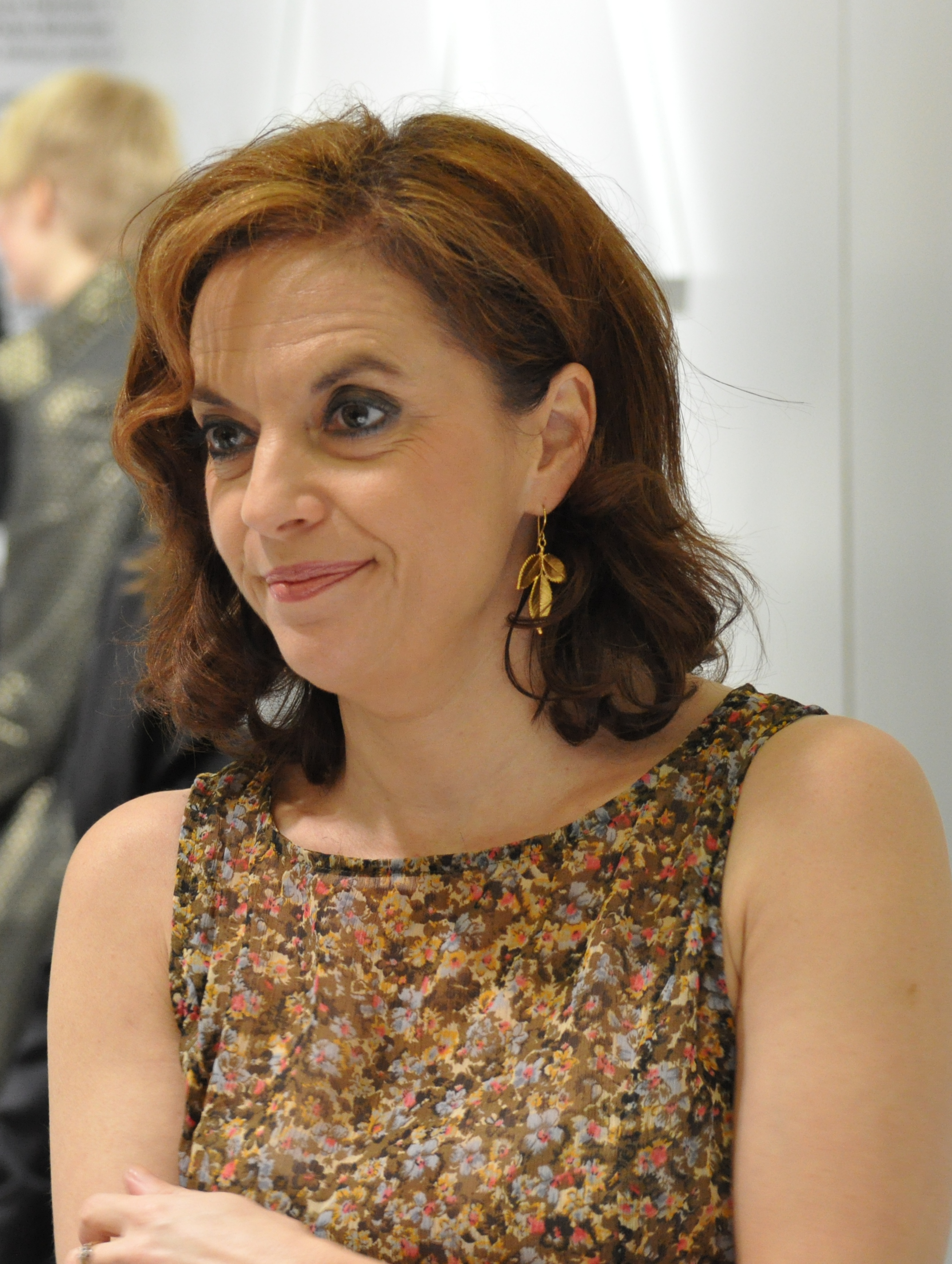
Anna-Leena Härkönen på Bokmässan i Åbo 2011.

Anna-Leena Mirjami Härkönen, född 10 april 1965 i Limingo, Finland, är en finländsk författare och skådespelerska.
Härkönen debuterade 1984 med romanen Häräntappoase (på svenska som Tjurdödarvapnet 1985), för vilken hon tilldelades J.H. Erkkos debutantpris och Tack för boken-medaljen. Romanen har även blivit tv-serie och teaterpjäs. Förutom romaner har hon även skrivit manus för både tv-serier och filmer. Hon bor i Helsingfors.